# Vilarig
Vilarig – miejscowość w Hiszpanii, w Katalonii, w prowincji Girona, w comarce Alt Empordà, w gminie Cistella.
Według danych INE w 2020 roku liczyła 29 mieszkańców – 17 mężczyzn i 12 kobiet. 